# Cueva Fell
La cueva Fell es una cueva natural y un yacimiento arqueológico situado en el cañón del río Chico o Ciake, comuna de Laguna Blanca, en la región patagónica de Chile. Está en las cercanías de la entrada al Parque nacional Pali Aike, en el campo volcánico Pali Aike, cerca de la frontera con Argentina.

## Descubrimiento
Fue encontrada por Junius Bird, a quien llamaron la atención las puntas de proyectil y restos de piedra tallada encontrados en la superficie. La excavación del yacimiento comenzó en 1936, cuando se encontraron 511 artefactos, entre ellos instrumentos con mango, cuchillos, raspadores, boleadoras, un par de piedras circulares para frotar y herramientas de hueso Inicialmente al sitio se le dio el nombre de Abrigo de Río Chico, pero Bird lo modificó para honrar a la familia Fell, propietaria de la finca donde está la cueva.

## Estratigrafía y cronología

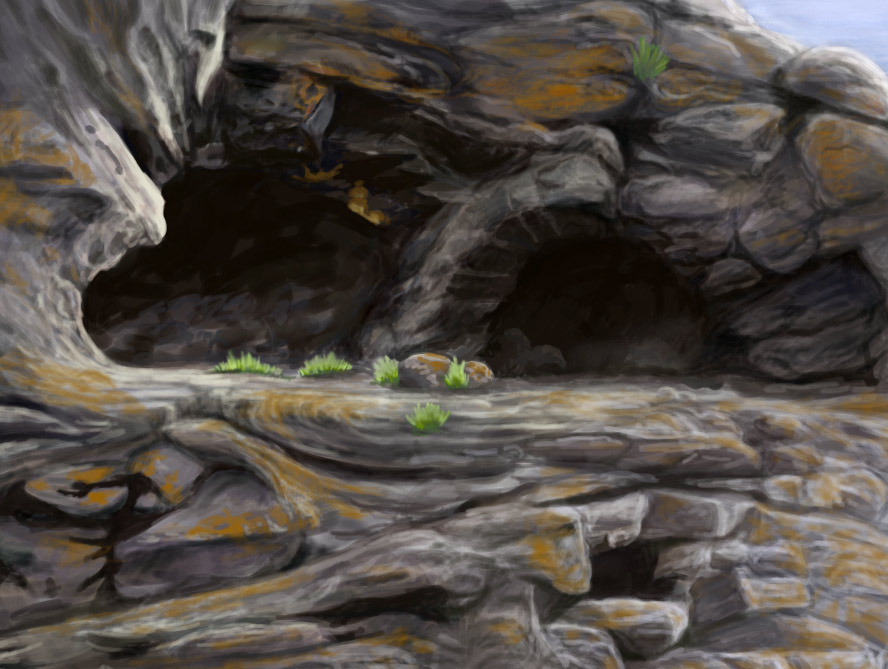
Representación artística de la entrada a la Cueva Fell.

### Superficie
El material de la superficie del sitio, con un espesor entre 45 y 61 cm, se compone de tierra, piedras y estiércol de oveja apisonado.

### Estrato I, período 5
La capa estratigráfica más reciente es de tierra oscura y tiene unos 25 cm de espesor. Data de hace más de 700 años. La datación por radiocarbono dio como resultado 1265 AP +-90. Contiene pequeñas puntas de flecha y diversas herramientas de hueso, así como objetos culturales tales como peines y perlas. De acuerdo con el estilo de las puntas de flecha, este período se asocia con la presencia de los indígenas Ona. Los restos de fauna están dominados por la presencia de fragmentos de huesos de guanaco.

### Estrato II, período 4
Tiene otros 25 cm de espesor. La división entre los estratos I y II es casi imperceptible a simple vista, porque los sedimentos tienen el mismo color de tierra. data de hace 6500 años. Se caracteriza por la presencia de herramientas de piedra, tales como mangos de puntas piedra, cuchillos y raspadores con forma de pequeñas uñas de pulgar, así como un conjunto de instrumentos de hueso. Grandes boleadoras, así como cuentas de collar y otros adornos también están presentes. Este período también se puede distinguir por la construcción de estructuras, incluyendo entierros extendidos y túmulos de roca. La asociación faunística también está dominada por el guanaco.

### Estrato III, período 3
Data de hace 8500  a 6500 años. La consistencia compacta de la tierra negra del estrato III es bien diferente de la del estrato II. Tiene entre 30 y 38 cm de espesor. Se encuentra en esta capa punzones de hueso, raspadores de piedra, y puntas triangulares de piedra con bases redondeadas. También boleadoras de tamaño notablemente menor que el período 4. Se ha sugerido que estas boleadoras de piedra pequeña puede haber sido utilizado en la cacería de aves. El guanaco y fragmentos óseos de zorro dominan el conjunto faunístico.

### Estrato IV, período 2
El espesor de este estrato es de 33 a 43 cm y consiste en tierra oscura muy compacta. Data de hace 10.000 a 8.500 años. En este estrato se han encontrado puntas de hueso, punzones y raspadores de piedra. En esta capa se encontró más sedimento que artefactos.

### Estrato etéril
Acumula losas de piedra arenisca que cayeron del techo de la cueva y la sellaron. Tiene 38 a 50 cm de espesor.

### Estrato V, período 1

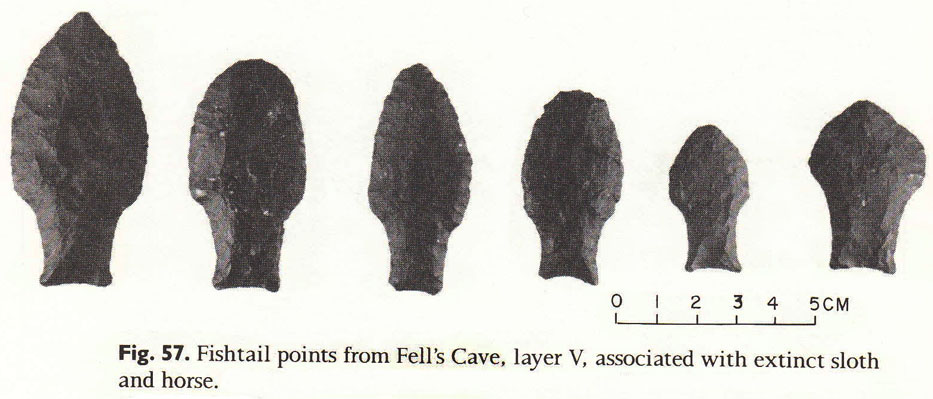
Puntas de proyectil cola del pescado elaboradas durante el período más antiguo de ocupación de la Cueva Fell.

Suelo formado por sedimentos de arcilla blanda de 7 a 20 cm de espesor, corresponde al nivel más antiguo de ocupación cultural de la cueva,  que corresponde a la llamada en Tradición Fell. Esta tradición se caracteriza sobre todo por las puntas de cola de pescado, así como por varios discos pulidos, raspadores y cortadores de piedra y herramientas de hueso. Varios fogones de cubeta excavados en el suelo también fueron encontrados en este estrato. Entre los restos de la fauna hallada se registraron especies extinguidas de lobo guará, milodonte y caballos americanos. Según la datación por radiocarbono este estrato tiene entre 11.000 +-170 y 10.080 +-160 años.

## Significado
La Cueva Fell merece un reconocimiento por representar posiblemente el más antiguo asentamiento humano en la Tierra de Fuego y la Patagonia, aproximadamente 11.000 años antes del presente. Esta región meridional de América del Sur es un símbolo de "el fin de la línea" para el poblamiento temprano de las Américas.